# نیام ساعد
نیام ساعد یا فاسیای انتبراکیال (Antebrachial fascia) (یا نیام عمقی ساعد) که در بالا با نیام بازویی پیوسته‌است، یک روپوش غشایی متراکم است که یک غلاف عمومی برای ماهیچه‌های این ناحیه تشکیل می‌دهد. نیام ساعد از پشت به سرآرنج (اولکرانون) و مرز پشتی استخوان زند زیرین چسبیده‌است و از سطح عمقی آن تیغه‌های بین‌عضلانی متعددی خارج می‌شود که هر عضله را جداگانه در بر می‌گیرد.
نیام ساعد روی زردپی‌های ماهیچه‌های خم‌کننده با نزدیک شدن به مچ دست، ضخیم‌تر می‌شود و رباط مچ‌دستی‌کف‌دستی (کارپال ولار) را تشکیل می‌دهد.
نیام ساعد با نگهدار خم‌کننده دست پیوسته‌است و غلافی را برای ماهیچه دراز کف‌دستی می‌سازد که از روی نگهدار خم‌کننده دست عبور می‌کند تا به زردپی پهن کف‌دستی (پالمار آپونوروز) وارد شود.
این نیام در پشت، در نزدیکی مچ دست، با افزوده شدن رشته‌ها عرضی زیادی ضخیم می‌شود و نگهدار بازکننده دست را تشکیل می‌دهد.
در قسمت پشتی بسیار ضخیم‌تر از سطح ولار و در قسمت پایین‌تر از قسمت فوقانی ساعد است و در بالا توسط الیاف تاندونی حاصل از ماهیچه دوسر بازو در جلو و از سه ماهیچه سه‌سر بازو در پشت تقویت می‌شود. خاستگاه این رشته‌های عضلانی به ویژه در قسمت بالایی طرفین داخلی و جانبی ساعد است و مرزهای یک رشته از حفره‌های مخروطی‌شکل را تشکیل می‌دهد که ماهیچه‌ها در آن قرار دارند.
علاوه بر تیغه‌های عمودی که ماهیچه‌ها را جدا می‌کند، تیغه‌های عرضی هم روی سطح ولار و هم در سطح پشتی ساعد منتشر می‌شوند و لایه‌های عمقی ماهیچه‌ها را از لایه‌های سطحی جدا می‌کنند.
روزنه‌هایی در نیام برای عبور رگ‌ها و اعصاب وجود دارد. یکی از این روزنه‌های بزرگ که در جلوی آرنج قرار دارد، برای عبور یک شاخه ارتباطی بین سیاهرگ‌های سطحی و عمیق عمل می‌کند.